# Кандык европейский
Канды́к европе́йский, или Канды́к соба́чий зуб (лат. Erythrónium dens-cánis) — типовой вид рода Кандык (лат. Erythronium).

## Ботаническое описание
Эфемероидное многолетнее травянистое луковичное растение высотой 10—30 см.
Имеется 2 постоянных прочных супротивных листа, лежащих у основания растения, от овальной до яйцевидно-ланцетной формы длиной 6—10 см, коричневого, зелёного, тёмно-зелёного или серо-зелёного цвета. 
Цветение между февралём и апрелем. Пониклые цветки состоят из трёх листочков околоцветника. Шесть пурпурных, редко белых прицветников около 3 см длиной, изогнуты кзади.

## Ареал и местообитание
Ареал вида включает Южную Европу и юг Центральной Европы. Встречается от севера Португалии, центра Италии, Албании и северо-востока Греции до Центральной Франции, Швейцарии, Центральной Богемии и Карпат. Кандык европейский был также акклиматизирован в Великобритании. 
Геофит. Произрастает в листопадных лесах, лесных окраинах и влажных лугах. В Австрии встречается в горах на высотах от 2000 до 2200 м.

## Хозяйственное значение и применение
Кандык европейский используется как декоративное растение в каменистых садах и других посадках. В культуре с 1570 года. Имеется более десяти сортов, некоторые из них:
- 'Lilac Wonder' и 'Frans Hals' с тёмно-пурпурными цветками
- 'Snowflake' с белыми цветками

## Синонимика
- Erythronium bifidum Sweet
- Erythronium bulbosum St.-Lag.
- Erythronium caninum Dulac
- Erythronium dens-canis subsp. albiflorum Kricsf.
- Erythronium dens-canis var. niveum Baumg.
- Erythronium dens-canis var. purpureum Baumg.
- Erythronium dens-canis var. roseum Baumg.
- Erythronium dens-canis var. tetragonum Schur
- Erythronium latifolium Schur
- Erythronium longifolium Mill.
- Erythronium maculatum DC.
- Erythronium maculosum Lam.
- Erythronium obtusiflorum Opiz
- Erythronium ovatifolium Poir.
- Erythronium vernale Salisb.[1]